# Більшовик (Бокейординський район)
Більшови́к (каз. Большевик) — село у складі Бокейординського району Західноказахстанської області Казахстану. Входить до складу Сайхінського сільського округу.
У радянські часи село називалось Ферма № 1 совхоза імені Маншук Маметової.
Населення — 106 осіб (2021; 276 у 2009, 456 у 1999, 416 у 1989).